# Marçay (Vienne)
Pour les articles homonymes, voir Marçay.
Marçay est une commune du Centre-Ouest de la France, située dans le département de la Vienne en région Nouvelle-Aquitaine.

## Géographie

### Communes limitrophes
|             | Fontaine-le-Comte Ligugé           | Iteuil  |
| Coulombiers | Marçay                             |         |
| Cloué       | Celle-Lévescault Marigny-Chemereau | Vivonne |

### Climat
Pour des articles plus généraux, voir Climat de la Nouvelle-Aquitaine et Climat de la Vienne.
Historiquement, la commune est exposée à un climat océanique du nord-ouest.  
En 2020, Météo-France publie une typologie des climats de la France métropolitaine dans laquelle la commune est exposée à un climat océanique altéré et est dans la région climatique  Poitou-Charentes, caractérisée par un bon ensoleillement, particulièrement en été et des vents modérés.
Pour la période 1971-2000, la température annuelle moyenne est de 11,5 °C, avec une amplitude thermique annuelle de 15 °C. Le cumul annuel moyen de précipitations est de 744 mm, avec 11,5 jours de précipitations en janvier et 7 jours en juillet. Pour la période 1991-2020, la température moyenne annuelle observée sur la station météorologique la plus proche, située sur la commune de Lusignan à 8,78 km à vol d'oiseau, est de 12,1 °C et le cumul annuel moyen de précipitations est de 814,4 mm,. Pour l'avenir, les paramètres climatiques de la commune estimés pour 2050 selon différents scénarios d'émission de gaz à effet de serre sont consultables sur un site dédié publié par Météo-France en novembre 2022.

## Urbanisme

### Typologie
Au 1er janvier 2024, Marçay est catégorisée commune rurale à habitat dispersé, selon la nouvelle grille communale de densité à sept niveaux définie par l'Insee en 2022.
Elle est située hors unité urbaine. Par ailleurs la commune fait partie de l'aire d'attraction de Poitiers, dont elle est une commune de la couronne,. Cette aire, qui regroupe 97 communes, est catégorisée dans les aires de 200 000 à moins de 700 000 habitants,.

### Occupation des sols
L'occupation des sols de la commune, telle qu'elle ressort de la base de données européenne d’occupation biophysique des sols Corine Land Cover (CLC), est marquée par l'importance des territoires agricoles (70,9 % en 2018), une proportion sensiblement équivalente à celle de 1990 (71,5 %). La répartition détaillée en 2018 est la suivante : 
terres arables (52,8 %), forêts (26,2 %), zones agricoles hétérogènes (12,3 %), prairies (5,8 %), zones urbanisées (2,4 %), zones industrielles ou commerciales et réseaux de communication (0,6 %). L'évolution de l’occupation des sols de la commune et de ses infrastructures peut être observée sur les différentes représentations cartographiques du territoire : la carte de Cassini (XVIIIe siècle), la carte d'état-major (1820-1866) et les cartes ou photos aériennes de l'IGN pour la période actuelle (1950 à aujourd'hui).

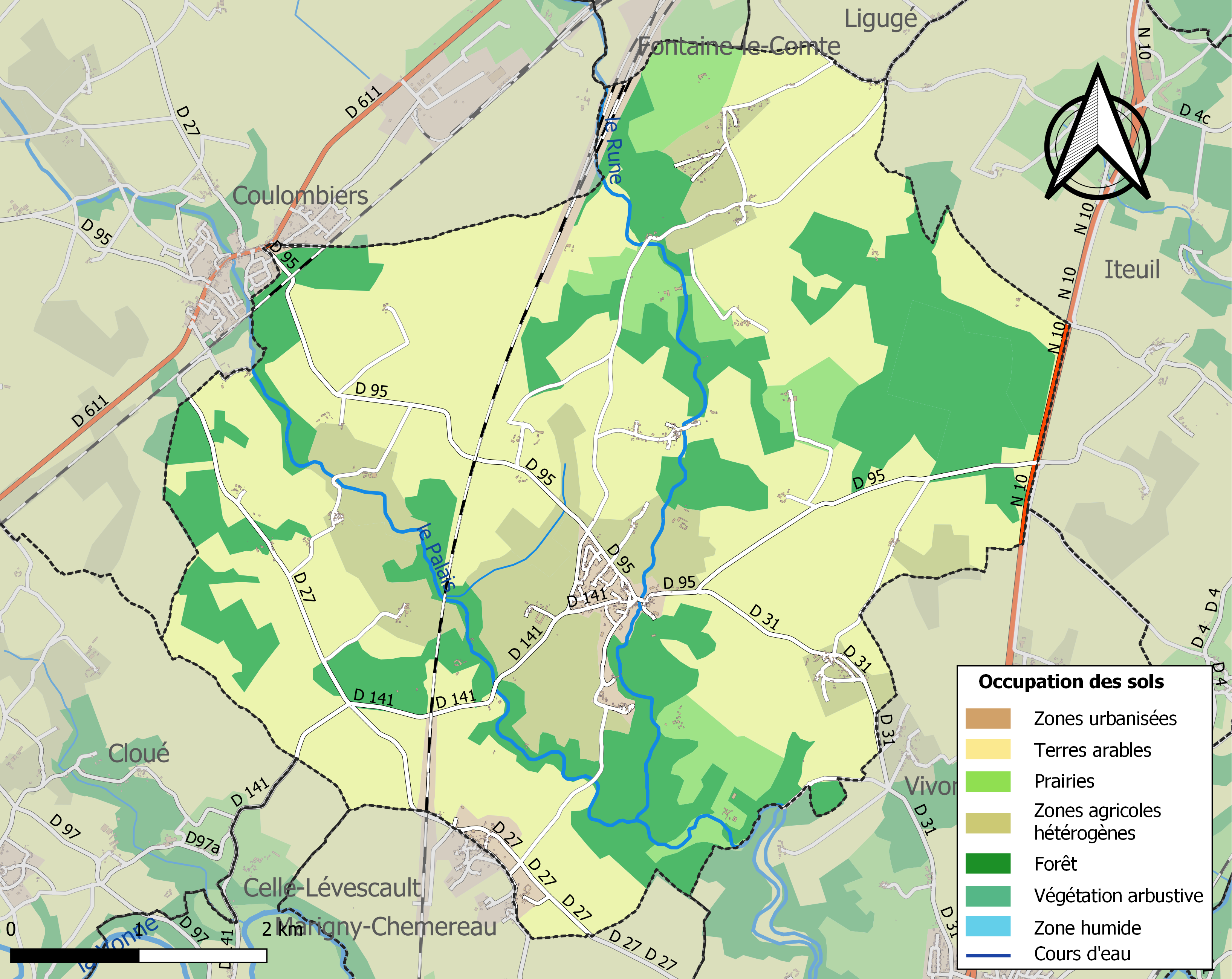
Carte des infrastructures et de l'occupation des sols de la commune en 2018 (CLC).

### Risques majeurs
Le territoire de la commune de Marçay est vulnérable à différents aléas naturels : météorologiques (tempête, orage, neige, grand froid, canicule ou sécheresse), mouvements de terrains et séisme (sismicité modérée). Il est également exposé à un risque technologique,  le transport de matières dangereuses. Un site publié par le BRGM permet d'évaluer simplement et rapidement les risques d'un bien localisé soit par son adresse soit par le numéro de sa parcelle.

#### Risques naturels

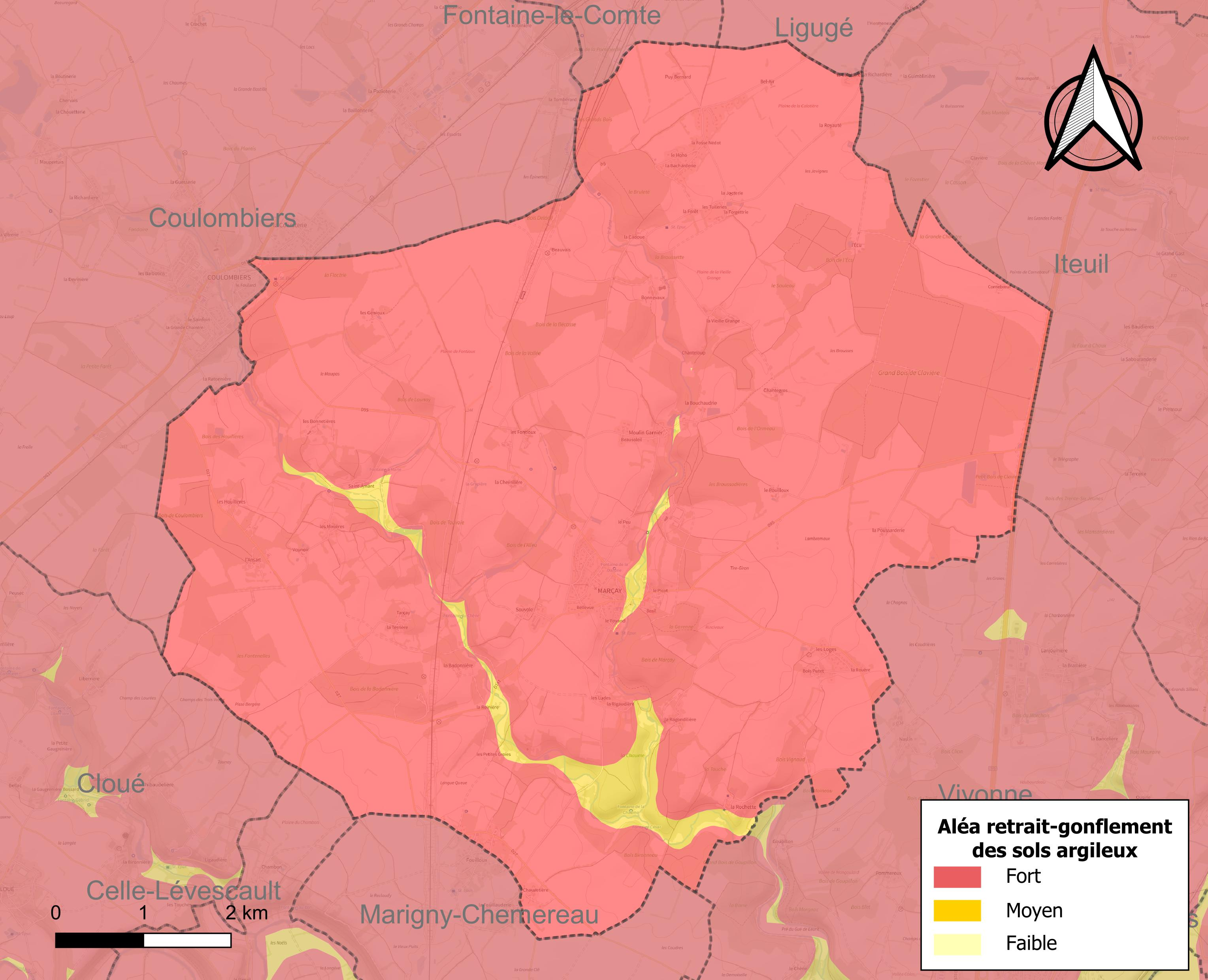
Carte des zones d'aléa retrait-gonflement des sols argileux de Marçay.

Les mouvements de terrains susceptibles de se produire sur la commune sont des tassements différentiels. Le retrait-gonflement des sols argileux est susceptible d'engendrer des dommages importants aux bâtiments en cas d’alternance de périodes de sécheresse et de pluie. La totalité de la commune est en aléa moyen ou fort (79,5 % au niveau départemental et 48,5 % au niveau national). Depuis le 1er octobre 2020, en application de la loi ÉLAN, différentes contraintes s'imposent aux vendeurs, maîtres d'ouvrages ou constructeurs de biens situés dans une zone classée en aléa moyen ou fort,.
La commune a été reconnue en état de catastrophe naturelle au titre des dommages causés par les inondations et coulées de boue survenues en 1982, 1993, 1999 et 2010, par la sécheresse en 1989, 1991, 2003, 2005, 2011 et 2017 et par des mouvements de terrain en 1999 et 2010.

## Histoire
Marçay accueille favorablement les avancées de la Révolution française. Elle plante ainsi son arbre de la liberté, symbole de la Révolution. Il devient le lieu de ralliement de toutes les fêtes et des principaux événements révolutionnaires, comme l’enrôlement des futurs soldats lors de la levée en masse.

## Politique et administration

### Liste des maires
| Période                                  | Période  | Identité               | Étiquette | Qualité                                        |
| ---------------------------------------- | -------- | ---------------------- | --------- | ---------------------------------------------- |
| 23 juin 1995                             |          | Gabriel Simar          |           |                                                |
| mars 2001                                | 2014     | Jean-Jacques Deschamps |           |                                                |
| 2014                                     | En cours | Sandra Girard          |           | Suppléante du député LREM puis NI Sacha Houlié |
| Les données manquantes sont à compléter. |          |                        |           |                                                |

### Instances judiciaires et administratives
La commune relève du tribunal d'instance de Poitiers, du tribunal de grande instance de Poitiers, de la cour d'appel  de Poitiers, du tribunal pour enfants de Poitiers, du conseil de prud'hommes de Poitiers, du tribunal de commerce de Poitiers, du tribunal administratif de Poitiers et de la cour administrative d'appel  de  Bordeaux,  du tribunal des pensions de Poitiers, du tribunal des affaires de la Sécurité sociale de la Vienne, de la cour d’assises de la Vienne.

## Démographie
L'évolution du nombre d'habitants est connue à travers les recensements de la population effectués dans la commune depuis 1793. Pour les communes de moins de 10 000 habitants, une enquête de recensement portant sur toute la population est réalisée tous les cinq ans, les populations de référence des années intermédiaires étant quant à elles estimées par interpolation ou extrapolation. Pour la commune, le premier recensement exhaustif entrant dans le cadre du nouveau dispositif a été réalisé en 2006.

En 2022, la commune comptait 1 119 habitants, en évolution de −3,53 % par rapport à 2016 (Vienne : +0,6 %, France hors Mayotte : +2,11 %).
| 1793 | 1800 | 1806 | 1821 | 1831 | 1836 | 1841 | 1846 | 1851 |
| ---- | ---- | ---- | ---- | ---- | ---- | ---- | ---- | ---- |
| 805  | 779  | 686  | 809  | 918  | 875  | 864  | 840  | 844  |

| 1856 | 1861 | 1866 | 1872 | 1876 | 1881  | 1886  | 1891  | 1896  |
| ---- | ---- | ---- | ---- | ---- | ----- | ----- | ----- | ----- |
| 907  | 929  | 964  | 935  | 965  | 1 003 | 1 032 | 1 053 | 1 024 |

| 1901  | 1906 | 1911  | 1921 | 1926 | 1931 | 1936 | 1946 | 1954 |
| ----- | ---- | ----- | ---- | ---- | ---- | ---- | ---- | ---- |
| 1 015 | 989  | 1 060 | 922  | 799  | 748  | 752  | 796  | 681  |

| 1962 | 1968 | 1975 | 1982 | 1990 | 1999 | 2006 | 2011  | 2016  |
| ---- | ---- | ---- | ---- | ---- | ---- | ---- | ----- | ----- |
| 581  | 539  | 556  | 591  | 602  | 695  | 764  | 1 001 | 1 160 |

| 2021  | 2022  | - | - | - | - | - | - | - |
| ----- | ----- | - | - | - | - | - | - | - |
| 1 155 | 1 119 | - | - | - | - | - | - | - |

En 2008, selon l’Insee, la densité de population de la commune était de 26 hab./km2 contre 61 hab./km2 pour le département, 68 hab./km2 pour la région Poitou-Charentes et 115 hab./km2 pour la France.

## Économie

### Agriculture
Selon la direction régionale de l'Alimentation, de l'Agriculture et de la Forêt de Poitou-Charentes, il n'y a plus que 23 exploitations agricoles en 2010 contre 28 en 2000.
Les surfaces agricoles utilisées ont diminué et sont passées de 2 036 hectares en 2000 à 1 910 hectares en 2010. 5 % sont destinées à la culture des céréales (blé tendre essentiellement mais aussi orges et maïs), 22 % pour les oléagineux (colza et tournesol), 3 % pour les protéagineux, 7 % pour le fourrage et 5 % reste en herbes. En 2000, 2 hectares (2 en 2010) étaient consacrés à la vigne.
Cinq exploitations en 2010 comme en 2000 abritent un élevage de bovins (328 têtes en 2010 contre 370 en 2000). Ont disparu au cours de cette décennie, les élevages d'ovins (733 têtes sur onze fermes) et de volailles (1 112 têtes sur quatorze fermes en 2000). Cette évolution est conforme à la tendance globale du département de la Vienne. En effet, le troupeau d’ovins, exclusivement destiné à la production de viande, a diminué de 43,7 % de 1990 à 2007.

### Développement durable
La commune accueille l'un des onze centres de compostage des déchets organiques du département. Le tonnage annuel est de  10 000 tonnes alors que pour l'ensemble des équipements du département, il est de 175 050 tonnes.

## Culture locale et patrimoine

### Lieux et monuments
- La Basilique Saint-Benoît-Labre de Marçay, Marçay possède une basilique, fruit du rêve de son curé, François Joseph Joanneau. Celui-ci, en poste à partir de 1856, rêvait de faire de cette petite commune de la campagne proche de Poitiers un haut-lieu de pèlerinage. Il fit le projet de la construction d'un centre cultuel concurrençant ceux de Lourdes ou de Notre-Dame de Lorette. En 1884, la construction de la basilique dédiée à saint Benoît Joseph Labre, nouveau patron de la commune, commença. Sa décoration fut achevée quinze ans plus tard et les travaux s'arrêtèrent avec la mort du curé Joanneau. Les reliques du saint reposaient à l'intérieur de la basilique avant sa désacralisation et sa vente ; elles sont conservées maintenant dans l'église paroissiale. Ce lieu a fait l'objet d'un pèlerinage relativement important jusqu'en 1952. La basilique tombait doucement en ruines, mais son nouveau propriétaire a procédé à une réfection totale qui s'est achevée en 2017. Son architecture est de style néo-gothique. Elle présente une façade avec des pierres d'arrachement, car le clocher n'a jamais été construit par suite du décès de son curé bâtisseur. Sur cette façade inachevée, deux cloches ont été logées en 2016 dans un passage qui devait permettre l'accès à la toiture depuis le clocher, et la grande ouverture qui était autrefois obturée par des briques et cela depuis l'origine, a laissé place à un vitrail qui a été posé durant l'hiver 2016-2017, donnant ainsi une clarté exceptionnelle à l'intérieur de la nef unique. Celle-ci est accostée de galeries-cloître extérieures qui ont été habillées de verrières afin de créer des espaces confortables de circulation ou d'exposition. Trois beaux vitraux historiés relatant la vie du Saint-Patron, Benoît-Joseph Labre, ont été commandés au XIXe siècle par l'abbé Joanneau auprès de l'atelier parisien des Lavergne, célèbres peintres verriers, pour enrichir le chevet du maître-autel ; ce dernier, en marbre de carrare, abrite un gisant de cire figurant Saint-Labre en prière pour l'éternité. Deux autres vitraux de même époque ont été mis en place en 2016 dans le double transept, l'un à l'effigie de Saint-Augustin, l'autre à celle de Saint-Athanase ; ils ont été offerts par les sœurs de l'abbaye de Jouarre. L'église a cette particularité d'avoir un double transept ; elle a été construite par les architectes Perlat et Boutaud. Il est à noter qu'Alcide Boutaud, architecte diocésain, a réalisé de nombreuses églises dans les départements de l'Ouest. Il a également bâti la maison du grand écrivain Joris-Karl Huysmans qui existe toujours à Ligugé, commune voisine. En 2019, la restauration s'est achevée par la pose en façade de deux escaliers extérieurs à vis en fer de fonte, reliés par une passerelle permettant l'accès à la tribune intérieure de la grande nef. Au cours du printemps 2023, un orgue réalisé vers 1850 par Jan Arnold Clérinx, facteur d'orgue établi à Saint-Trond en Belgique, a été installé sur cette tribune. La basilique a été inscrite en totalité au titre des Monuments Historiques le 4 janvier 2011; elle abrite désormais un centre culturel consacré au Livre[27].
- L'église paroissiale Saint-Médard de Marçay possède deux cloches. La plus ancienne date de 1584. C'est l'une des douze cloches recensées datant du XVIe siècle existantes encore dans le département de la Vienne. L'autre cloche date de 1882. Comme celle de l'église Saint-Pierre de Chaunay, elle a été fondue par Georges Bollée à Orléans.
- L'Abbaye de Bonnevaux est inscrite comme monument historique en 1967 pour son cloître et sa galerie[28].
- Le château de Bierson est inscrit comme monument historique pour son vitrail depuis 1989 et pour ses façades, ses toitures sa terrasse et son perron à partir de 1997[29].

### Héraldique
Pour un article plus général, voir Armorial des communes de la Vienne.
| Blason de Marçay (Vienne) | Blason  | De gueules à la fasce vivrée d'or chargée de trois molettes de sable percées d'argent. |
| Blason de Marçay (Vienne) | Détails | Présent sur le site Internet de la commune.                                            |